# Карлуково
Карлуково или Карликово (Микрополи) је насељено место у општини Просечен у периферији Источна Македонија и Тракија, Грчка. Према попису из 2021. године било је 618 становника.
Према бугарском географу и историчару, Василу Канчову, у Карлукову је 1900. године живело 1.500 Словена хришћана, 660 Турака и 30 Аромуна. Словенско становништво је пореклом од православних Турака, почетком 20. века само је старија популација знала турски језик. Двадесетих година 20. века више од 150 словенских породица је принудно исељено у Бугарску и турско становништво у Турску, а на њихово место је насељено 267 грчких избегличких породица, укупно 1.117 особа. На попису из 1928. године Карлуково је мешовито насеље са 2.176 становника. Село је страдало током 1945—1946. године због терора грчких десничарских снага, када је већи број словенских породица избегао у Бугарску. Избегло словенско становништво у Бугарској претежно је насељено у местима Гоце Делчев, Асеновград, Пештера и Пловдив.